# イスファハンの薔薇

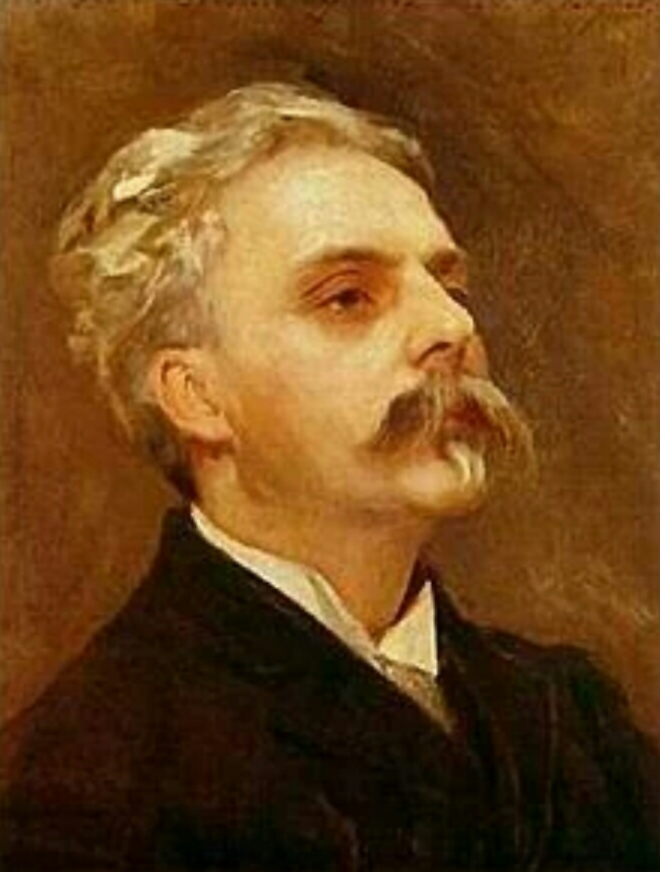
ガブリエル・フォーレ

『イスファハンの薔薇』（イスファハンのばら、フランス語: Les Roses d'Ispahan）作品39の4は、ガブリエル・フォーレが1884年に作曲した4つの歌曲からなる歌曲集（連作歌曲）のルコント・ド・リールの詩による第4曲（二長調、アンダンティーノ）である。本作はルイーズ・コリネ嬢（Louise Collinet）に献呈されている。初演は1884年12月27日に国民音楽協会にてテレーズ・ギヨン（Thérèse Guyon）により行われた。楽譜は1885年にアメル社から出版された『イスパーンのばら』や『イスパハーンの薔薇』などとも表記される。

## 概要

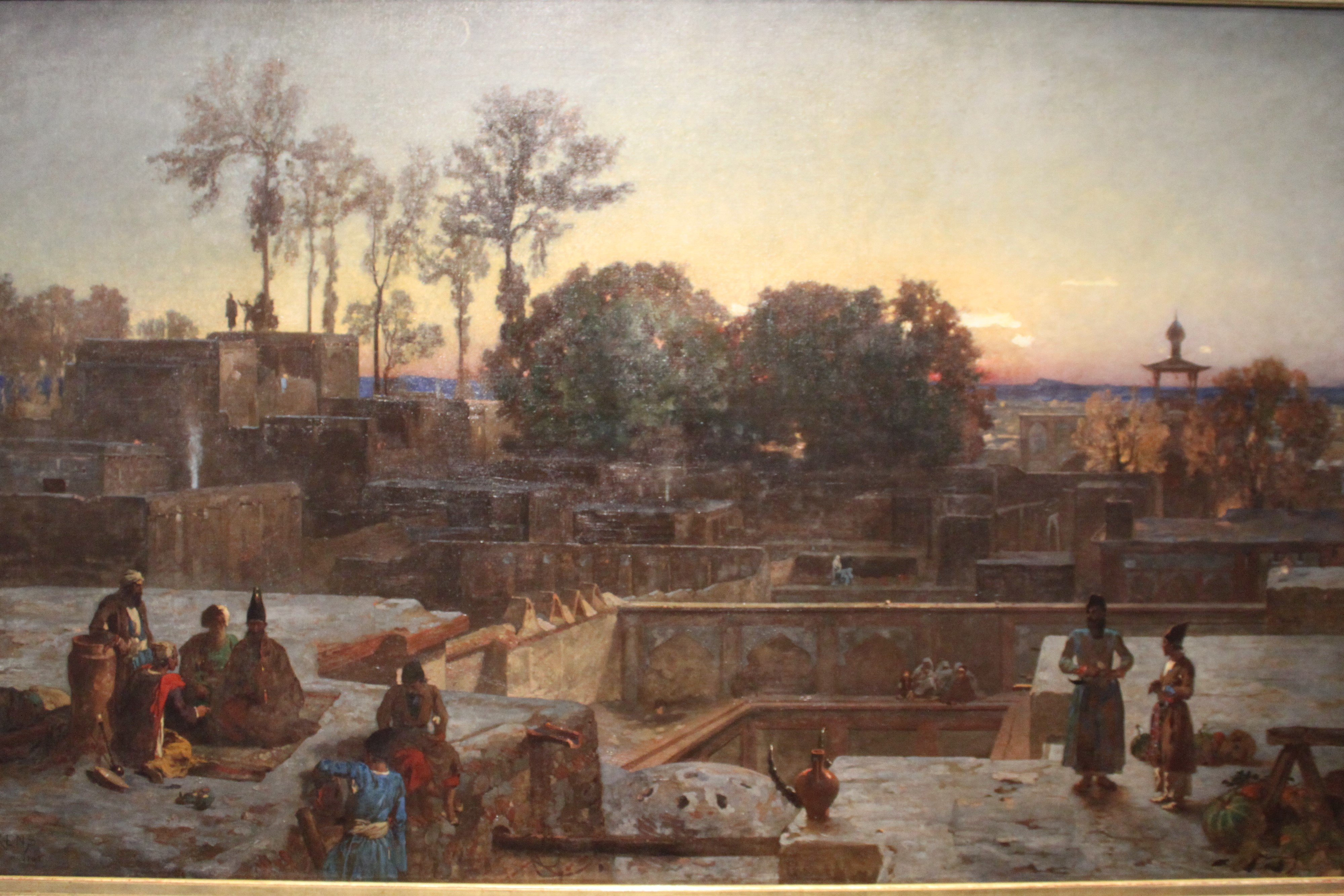
『イスファハンの屋上にて』

ネクトゥーによれば「本作はこの頃の様式の真髄とも言うべき曲であり、物憂さと気怠さが込められている。官能的で倦怠感漂う後宮の薔薇の香り、イスファハンの情景がルコント・ド・リールによって描かれており、デカダンな時代の音楽の典型がここに見られる」。
ジャンケレヴィッチによれば「見せかけの明るさは、とりわけ名高い『イスファハンの薔薇』が仕掛けた罠でもある。この見せかけの明るさの解釈にあたっては、《賛成から反対への逆転》があり、そこには心の真正な弁証法が確立され、それが厳粛さから皮肉っぽさへ、次いでアイロニーからユーモアへ私たちを導いていくのである。私たちの最初の反応は、このうっとりさせる薔薇を見出すことであり、第二はそれに微笑み、取ってつけたような風がないでもないその魅力を斥けること、そして、第三は最初とは違う何らかの理由で、再びその魅力を受け入れることであろう。というのは、英知の第一歩は十分考えて用心し、疑いを解かないことであるとすれば、その英知の到達点は、音楽の楽しみが含んでいる自然さに対して素直に信頼を取り戻すことであるからだ」と述べている。

## 歌詞大意
苔に覆われたイスファハンの薔薇のムスルのジャスミンも、オレンジの花も、お前の息吹ほど香しくない。お前の唇は珊瑚、軽やかな笑いは湧きたる泉よりも、歌う鳥よりもよく響く。おお、レイラよ！口づけのすべてが軽やかに飛び立っても、蒼ざめたオレンジに香りはない。お前の若々しい恋人が、軽やかな蝶が、私の心に戻ってくれないものか。イスファハンの薔薇を香らせてくれないか。